# Bernhard Starkbaum
Bernhard Starkbaum, född 19 februari 1986 i Wien, är en österrikisk professionell ishockeymålvakt som spelar i Villacher SV i Österrikiska ishockeyligan (EBEL). Den 24 april 2012 skrev han på ett tvåårskontrakt med Modo Hockey. Efter att ha varit en av ligans främsta målvakter med en räddningsprocent på över 93 under sin första Elitseriesäsong bröt Modo kontraktet med Starkbaum på grund av klubbens ekonomiska problem.
Den 27 oktober 2013 lånades Starkbaum ut från Modo till IF Björklöven under två matcher efter att Starkbaum inte funnit sig någon ny klubbadress. Det blev dock inget spel under utlåningen på grund av en storspelande Andrew Raycroft i Björklövenkassen. Slutligen skrev Starkbaum på ett säsongslångt kontrakt med Brynäs IF den 19 november 2013.

## Klubbar
- Wiener EV, Moderklubb
- Wiener Eislöwen, 2001–2006
- EC VSV, 2006–2012
- Modo Hockey, 2012–2013
- Brynäs IF, 2013–2016
- EC Salzburg, 2016–